# رانفير سينغ
رانفير سينغ (مواليد 6 يوليو 1985) هو ممثل هندي يعمل في بوليود. أراد رانفير سينغ أن يكون ممثل منذ طفولته. أثناء أيامِ دراسته الجامعية شَعرَ بأنّ فكرةَ التمثيل كَانتْ بعيدة المنال ورَكَّز على الكتابة المبدعةِ. بينما يُتابعُ درجةَ بكلوريوسِ في الآداب مِنْ جامعةِ إنديانا (بلومنغتن)، أصبحَ Singh مهتماً بالتمثيل ثانيةً وبعد رُجُوعه للهند، بَدأَ بالاختبار للأدوارِ الرئيسيةِ في صناعة السينما الهندية.
في 2010, اختبرَ سينغ للدورِ الرئيسيِ في أفلام ياش راج مشروع يسمى Band Baaja Baaraat، وتم اختياره لفلم الكوميديا الرومانسية ليلعب دور صبي يعمل في عالم التخطيط لحفلات الزفاف وتَطلّب من سينغ أن يكون مثلا للرجل من دلهي يدعى بيتو شارما. مخرج الفيلم، مانيش شارما، أرسله إلى حرم جامعة دلهي خلال استطلاع تابعة للفيلم، وهناك استلهم سينغ شخصيته للفيلم. بعد صدوره، أصبح Band Baaja Baaraat نجاحا نقديا وتجاريا، بتصوير رانفير سينغ لـبيتو تم مدحه من قبل النقاد. وقد ربْح جائزةِ Filmfare لأفضل ظهور لأول مرّةِ ذكرِ في جوائزِ Filmfare السادسة والخمسون. بعد Band Baaja Baaraat، استمرَّ سينغ تَجْريب أدوارِ جديدةِ — مثل الفنان المحتال في Ladies vs Ricky Bahl (2011)، والسارق المُتَنَكّر في لوتيرا — ووقّعَ عدد مِنْ الأفلامِ مَع مخرجين متنوعين.

## الحياة والمهنة

### 1985 -2007: الحياة والبِداية
رانفير سينغ ولد في 6 يوليو 1985، في مومباي، الهند، لجاغجيت سينغ بهافناني وأنجو بهافناني. لدية أخت كبرى اسمها ريتيكا بهافناني. أبناء عمه الثاني هي الممثلة سونام كابور والمنتجة «ريا كابور»، بنات الممثلِ أنيل كابور وزوجته سونيتا كابور، رانفير ابنُ عمهم الثانيُ مِنْ جانب سونيتا كابور.
وكان سينغ يريد دائما أن يكون ممثلا، وبعد انضمامه إلى المدرسة بدأ المشاركة في المسرحيات المدرسية والمناقشات. عندما ذهب لحفلة عيد ميلاد، جدته طَلبتْ مِنْه الرَقْص وتَسْلِيتها. سينغ يتذكر أنه قفز فجأة في الحديقة وبَدأَ بالرَقْص على أغنية "Chumma Chumma" من فيلم بوليوود، Hum 1991. انه يشعر بالتشويق وكان مهتما في التمثيل والرقص. «كنت أريد دائما أن أكون ممثلا مُنذُ أن أنا كُنْتُ طفلا صغيرا. كنت أعرف أنه كان علي أن أفعل شيئا يتعلق بالفنون التمثيلية واستمتعت بتمثيل الأكثر كما دُمج العديد من الأشكال الفنية المختلفة. يجب أن أقول، كنت طفلا فيلمي جدا. اعتدت على مشاهدة الكثير من التلفزيون وتَأثّرتُ ببوليود جداً»، يَتذكّرُ. ومع ذلك، بعد أن انضم إلى Junior College في جامعة HR للتجارة والاقتصاد في مومباي، أدرك سينغ أن الحصول على انطلاقة في صناعة السينما لم يكن من السهل على الإطلاق، كما كان معظمهم من الناس الذين لديهم خلفية فيلمه الذين حصلوا على فرص ممتازة في بوليوود. شعر بأنّ فكرةَ التمثيل كانت «مطلبا بعيد المنال»، ولكن ركز رانفير على شغفة الثاني، التي كان «الكتابة الابداعية». انتقلَ إلى الولايات المتّحدةِ لمُتَأبَعَة درجةِ البكالوريوس في الآداب مِنْ جامعةِ إنديانا، بلومنغتن.
بينما هو هناك، قرر متابعة التمثيل إلى جانب الدراسة. في اليوم الأول، طلب المدرب منه تمثيل مرتجل. وكان سينغ مرة أخرى مقتنع بأن الفنون المسرحية والتمثيل كان ما يريد القيام به، وقبل في المسرح كعمل ثانوي له. بعد الانتهاء من دراسته والعودة إلى مومباي في عام 2007، عمل سينغ لبضع سنوات في الإعلان كمؤلف، مع وكالات مثل O&M وJWT. ثم بدأ العمل كمساعد مخرج، لكن تَركَه لمُتَأبَعَة التمثيل بجدية.قرّرَ إرْسال ملفه للمخرجين. «كان طموحي دائما أن العب دورا رئيسيَ في الفيلم، وبالتالي أنا امتنعت عن القيام بأي الإعلانات والمسلسلات التلفزيونية وفيديو الكليب والموسيقى كما شَعرتُ بأنّ الوجهِ الجديدِ يَعْملُ أفضل بكثير دائماً. وكان ذلك بمثابة مغامرة وأخذت المغامرة أن أقول لنفسي أنني سوف اعطيه كل ما عندي لدورا قياديا»، يقول. على مدى السنوات الثلاث المقبلة، ذهب سينغ إلى مكاتب المنتجين، والتي تبين صورته ويسأل عن العمل. كان يذهب لجميع أنواع الاختبارات، ولكن لم يحصل على أي فرص جيدة، في حين يحصو على دعوات لأدوار ثانوية مرة واحدة في كل أربعة أو خمسة أشهر. «كل شيء كان كئيب جدا. كان محبطا للغاية. كانت هناك أوقات أعتقد أن ما إذا كنت افعل الشيء الصحيح أم لا.»

## الجوائز والترشيحات
| السنة | الجائزة                                         | الفئة                              | الفيلم             | النتيجة |
| ----- | ----------------------------------------------- | ---------------------------------- | ------------------ | ------- |
| 2011  | Apsara Film & Television Producers Guild Awards | أفضل ظهور لأول مرّةِ ذكرِ             | Band Baaja Baaraat | فوز     |
| 2011  | BIG Star Entertainment Awards                   | أكثر ممثلِ فلمِ مُسَلِّيِ - ذكر           | Band Baaja Baaraat | رُشِّح     |
| 2011  | Filmfare Awards                                 | أفضل ظهور لأول مرّةِ ذكرِ             | Band Baaja Baaraat | فوز     |
| 2011  | International Indian Film Academy Awards        | نجم الظهور لأول مرّة للسَنَةِ - ذكر    | Band Baaja Baaraat | فوز     |
| 2011  | International Indian Film Academy Awards        | الثنائي المثير (مع أنوشكا شارما)   | Band Baaja Baaraat | فوز     |
| 2011  | Lions Gold Awards                               | أفضل ممثل صاعد                     | Band Baaja Baaraat | فوز     |
| 2011  | Lions Gold Awards                               | الثنائي المفضل (مع انوشكا شارما)   | Band Baaja Baaraat | فوز     |
| 2011  | Star Screen Awards                              | القادم الجديد الواعد - ذكر         | Band Baaja Baaraat | فوز     |
| 2011  | Stardust Awards                                 | سوبر ستار الغد - ذكر               | Band Baaja Baaraat | فوز     |
| 2011  | Stardust Awards                                 | أفضل ممثلِ - كوميدي/ رومانسي        | Band Baaja Baaraat | رُشِّح     |
| 2011  | Zee Cine Awards                                 | أفضل ممثل صاعد                     | Band Baaja Baaraat | فوز     |
| 2014  | BIG star entertainment awards                   | أكثر ممثل مُسلي في فيلم رومانسي     | lootera            | ترشح    |
| 2014  | Lions gold awards                               | أفضل ممثل                          | Ram leela          | فوز     |
| 2014  | star box office awards                          | الثنائي المفضل (مع ديبيكا باديكون) | Ram leela          | فوز     |
| 2015  | BIG star enterainment award                     | الثنائي المقضل (مع ارجون كابور)    | Gunday             | فوز     |
| 2015  | BIG star enterainment award                     | اكثر ممثل مٌسلي في فيلم رومانسي     | Dil Dhadakne Do    | فوز     |
| 2015  | star screen awards                              | افضل كاست فيلم                     | Dil Dhadakne Do    | فوز     |
| 2016  | Star screen awards                              | افضل ممثل                          | bajirao mastani    | فوز     |
| 2016  | producers guild film awards                     | افضل ممثل في دور قيادي             | bajirao mastani    | فوز     |
| 2016  | filmfare awards                                 | افضل ممثل                          | bajirao mastani    | فوز     |
| 2016  | Lions gold awards                               | افضل ممثل                          | bajirao mastani    | فوز     |
| 2016  | zee cine awards                                 | افضل ممثل                          | bajirao mastani    | فوز     |
| 2016  | times of india film awards                      | افضل ممثل                          | bajirao mastani    | فوز     |
| 2016  | times of india film awards                      | افضل ثنائي مع (ديبيكا باديكون)     | bajirao mastani    | فوز     |
| 2016  | NDTV indian of the year awards                  | ممثل السنه                         | bajirao mastani    | فوز     |
| 2018  | star screen awards                              | أفضل ممثل                          | padmaavat          | فوز     |
| 2019  | hellohalloffame awards                          | نجم السنه                          |                    | فوز     |
| 2019  | Zee cine awards                                 | أفضل ممثل                          | padmaavat          | فوز     |
| 2019  | Filmfareawards                                  | أفضل ممثل                          | padmaavat          | فوز     |
| 2019  | Ht most stylish awards                          | أكثر رجل اناقة                     |                    | فوز     |
| 2019  | GQ style awards                                 | أكثر ممثل اناقة                    |                    | فوز     |

## وصلات خارجية
- رانفير سينغ على موقع IMDb (الإنجليزية)
- رانفير سينغ على موقع روتن توميتوز (الإنجليزية)
- رانفير سينغ على موقع قاعدة بيانات الأفلام العربية
- رانفير سينغ على موقع أول موفي (الإنجليزية)
- رانفير سينغ على موقع قاعدة بيانات الفيلم (الإنجليزية)
- رانفير سينغ على موقع كينوبويسك (الروسية)